# Konrad Krafft von Dellmensingen
Konrad Krafft von Dellmensingen, né le 24 novembre 1862 et mort le 21 février 1953, est un général bavarois qui a servi dans l'armée allemande pendant la Première Guerre mondiale.
Krafft est d'abord le chef d'état-major de la 6e armée, puis commandant de l'Alpenkorps. Il s'illustre sur le front roumain en 1916 et sur le front italien en 1917.

## Début de carrière
Les Krafft von Dellmensingen sont une famille membre de la noblesse bavaroise. Konrad entre dans l'artillerie bavaroise en août 1881, au sein du 4e régiment d'artillerie de campagne royal bavarois (de) en garnison à Augsbourg et passe sous-lieutenant (Sekonde-Lieutenant) en décembre 1883.
Après une période à l'académie de guerre bavaroise (Königlich Bayerische Kriegsakademie) en 1891, il passe lieutenant (Premier-Lieutenant) en 1892 et devient un officier d'état-major : affecté comme adjudant en août 1895 à la 1re brigade d'artillerie de Munich, puis en janvier 1896 à l'état-major général bavarois (Bayerischer Generalstab), capitaine (Hauptmann) en mars 1897, il passe à l'état-major de la 2e division bavaroise à Augsbourg en septembre 1899. De retour à l'état-major général bavarois à Munich en octobre 1902, puis au Grand État-Major général (Großer Generalstab) de Berlin en octobre 1903, il reçoit le grade de Major le 22 avril 1904. Il prend le commandement d'une partie du 9e régiment d'artillerie de campagne royal bavarois (de) à Landsberg en février 1906, puis de l'ensemble du 11e régiment d'artillerie de campagne à Wurtzbourg en février 1907.
Il obtient le grade de lieutenant-colonel (Oberstleutnant) le 7 juillet 1907, devient chef de section au ministère de la Guerre bavarois à partir d'octobre 1908. Colonel (Oberst) à compter du 19 décembre 1909, il obtient le commandement de la 4e brigade d'artillerie bavaroise à Wurtzbourg en mai 1911. Le 1er octobre 1912, il est nommé chef de l'état-major général bavarois (Bayerischer Generalstabschef), avec le grade de Generalmajor.

## Première Guerre mondiale
Lors de la mobilisation allemande de 1914, Krafft devient logiquement chef de l'état-major de la 6e armée allemande, dont le commandant est le Kronprinz Rupprecht de Bavière et dont les troupes sont essentiellement bavaroises.
Le 27 mai 1915, après sa promotion au grade de Generalleutnant, il prend le commandement de l'Alpenkorps, une division composée de troupes de montagne. Celle-ci est envoyée sur le front italien (dans le Tyrol et les Dolomites), puis en Serbie (automne 1915) et à Verdun (été 1916). En septembre 1916, il est envoyé sur le front roumain, en Transylvanie, à la tête d'un groupe d'unités comprenant l'Alpenkorps, une division autrichienne et une division allemande, le tout au sein de la 9e armée allemande de Falkenhayn. Le groupe de Krafft combat dans les Carpates, forçant le passage du col de la Tour-Rouge du 26 au 29 septembre 1916 et du col de Vulcan (Pasul Vâlcan en roumain) en novembre. Le 13 septembre 1916, il reçoit la décoration Pour le Mérite.
Le 1er mars 1917, Krafft est nommé chef d'état-major du groupe d'armées du duc Albert de Wurtemberg (déployé de la Woëvre à la frontière suisse), puis de la 14e armée d'Otto von Below envoyée en septembre 1917 sur le front italien, concevant les plans offensifs qui permirent la victoire austro-allemande de Caporetto en octobre-novembre 1917. Le 2 février 1918, la 14e armée est dissoute et son état-major devient celui de la 17e armée, nouvellement formée et toujours commandé par Below, qui doit servir à l'offensive de printemps 1918 sur le front français. Après avoir contribué à la planification des attaques, Krafft est promu General der Artillerie et prend le commandement du 2e corps d'armée royal bavarois le 19 avril 1918.

## Après-guerre
Krafft quitte l'armée le 4 décembre 1918 (il reste un général en disponibilité : zur Disposition gestellt ). Il participe à quelques cercles royalistes espérant rétablir la monarchie des Wittelsbach en Bavière et rédige des ouvrages d'histoire militaire portant sur l'armée bavaroise :
- (de) Konrad Krafft von Dellmensingen, Der Durchbruch am Isonzo, Oldenbourg, G. Stalling, 1926 (BNF 32323195).
- (de) Konrad Krafft von Dellmensingen, Das Bayernbuch vom Weltkriege 1914-1918, Stuttgart, C. Belser, 1930, 2 volumes (LCCN 52054920).
- (de) Konrad Krafft von Dellmensingen, Kritischer Streifzug durch die Studien des Generalleutnants a. D. Wilhelm Gröner über den Weltkrieg, das Oberkommando in d. Reichslanden im Sommer 1914 : eine Abwehrschrift, Munich, M. Schick, 1931, 112 p. (LCCN 52053497).
- (de) Konrad Krafft von Dellmensingen, Der Durchbruch : Studie an Hand der Vorgänge des Weltkrieges, 1914-1918, Hambourg, Hanseatische Verlagsanstalt, 1937, 463 p. (LCCN 38022913).

## Décorations
- Ordre de l'Aigle Rouge (3e classe)
- "Pour le Mérite" (13 septembre 1916, feuilles de chêne ajoutées le 11 décembre 1916)
- Commandeur du Mérite Militaire de Wurtemberg (11 septembre 1917)
- Grand croix de l'Ordre Militaire de Max-Joseph de Bavière
- Ordre de la Couronne de Fer (1re classe, Autriche)